# Liste der diplomatischen Vertretungen im Tschad

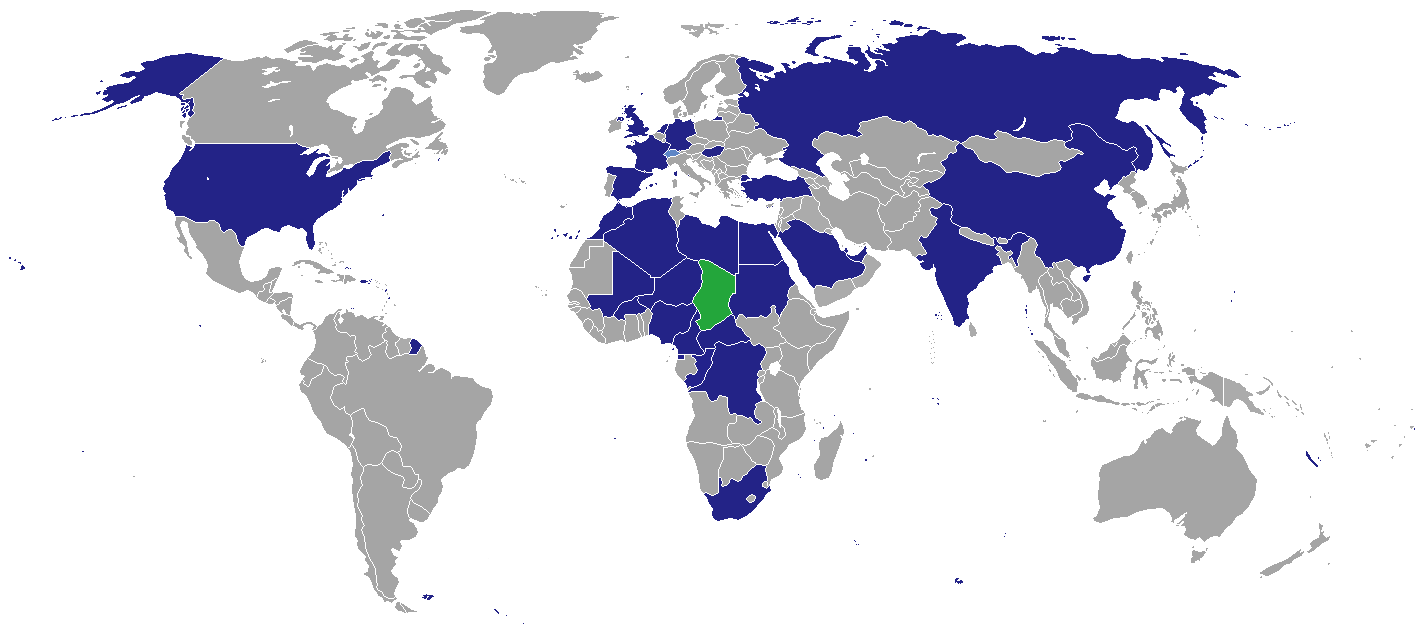
Staaten mit einer Botschaft im Tschad

Die Liste der diplomatischen Vertretungen in Tschad führt Botschaften und Konsulate auf, die im afrikanischen Staat Tschad eingerichtet sind (Stand 2019).

## Botschaften in Tschad
25 Botschaften sind in der Hauptstadt Tschads eingerichtet (Stand 2019).

### Staaten
| - Ägypten: Botschaft - Algerien: Botschaft - Äquatorialguinea: Botschaft - Burkina Faso: Botschaft - Deutschland: Botschaft - Elfenbeinküste: Botschaft - Frankreich: Botschaft - Kamerun: Botschaft - Katar: Botschaft - Kongo, Demokratische Republik: Botschaft - Kongo, Republik: Botschaft - Libyen: Botschaft |  | - Marokko: Botschaft - Niger: Botschaft - Nigeria: Botschaft - Russland: Botschaft - Südafrika: Botschaft - Sudan: Botschaft - Türkei: Botschaft - Vereinigte Arabische Emirate: Botschaft - Vereinigtes Königreich: Botschaft - Vereinigte Staaten: Botschaft - Volksrepublik China: Botschaft - Zentralafrikanische Republik: Botschaft |

### Vertretungen Internationaler Organisationen
- Heiliger Stuhl, Botschaft
- Europäische Union, Delegation

## Konsulate im Tschad

### Konsulate
- Demokratische Republik Kongo (Moundou)